# カシマサッカーミュージアム
カシマサッカーミュージアムは、茨城県鹿嶋市の茨城県立カシマサッカースタジアム内にあるサッカーの展示施設である。

## 概要
茨城県立カシマサッカースタジアムのバックスタンド側に併設されている。2004年4月4日に完成・オープンし、茨城県・鹿島アントラーズ・鹿島サポーター代表ら関係者による完成披露宴が行われ、同年4月6日より一般公開された。ちょうど3年目の2007年4月4日に来場者数10万人を達成した。
カシマサッカースタジアムを本拠地とする鹿島アントラーズの軌跡や、2002 FIFAワールドカップ開催を記念した写真パネルやサイン入りユニフォームなどを中心に展示されている。

## 施設
アントラーズゾーン
- 鹿島アントラーズの歴代ユニフォームの展示やタッチパネルなどによる、過去のゴールシーンの視聴などができる。

ワールドカップゾーン
- カシマサッカースタジアムで開催された2002 FIFAワールドカップの3試合についての展示ゾーン。対戦国のユニフォームなどが展示されている。

スタジアムゾーン
- 歴代の優勝トロフィーやスタジアムの模型などが展示されている。

ドリームシート
- 映像シアター

THE HALL OF LEGEND（鹿島アントラーズ殿堂）
- 新井場徹　中田浩二　柳沢敦をはじめとするアントラーズ功労賞受賞者の写真やグッズ、私物などが展示されている。

パネルヒストリー
- フォトパネルが展示されている。

旧ロッカールーム
- カシマサッカースタジアム改修前のロッカールーム。

ライブラリーゾーン
- 鹿島アントラーズの関連する書籍などを所蔵している。

### 開館時間
- 火曜日-日曜日（10:00-16:00）
- 休館日：毎週月曜日（祝日の場合は翌火曜日）、祝日の翌日、年末年始
  - 試合開催日は開館時間が異なる。
  - 試合開催などのスタジアム有料イベント等の開催にあわせた変更もある。

### 入場料
- 大人：300円[1]
- 小中学生：100円[1]
  - 記念パス付き